# Juan Benegas
Juan María Benegas Sánchez-Aguirre, meglio noto come Juan Benegas (San Sebastián, 28 dicembre 1934 – 19 luglio 2006), è stato un calciatore spagnolo, di ruolo portiere.

## Biografia
Anche suo figlio, Francisco de Borja Benegas Alarcón, fu calciatore di ruolo portiere.

## Carriera
Benegas inizia la carriera nel Real Valladolid, con cui gioca cinque stagioni nella massima serie spagnola, ottenendo come miglior piazzamento l'ottavo posto nella Primera División 1956-1957. Nella stagione seguente Benegas retrocede in cadetteria con i suoi, ottenendo l'anno seguente la promozione in massima serie grazie alla vittoria del Gruppo I della Segunda División 1958-1959.
Nel 1959 passa al Córdoba, sempre in cadetteria spagnola. Perde l'accesso alla massima serie a seguito della sconfitta nei play-off contro la Real Sociedad nella Segunda División 1959-1960. La promozione sarà ottenuta nella stagione 1961-1962 grazie al primo posto ottenuto nel Gruppo II. Con gli andalusi giocherà altre due stagioni nella massima serie iberica, ottenendo due salvezze.
Nella stagione 1964-1965 passa al Deportivo La Coruña, con cui retrocede in cadetteria.
L'anno dopo è al Sabadell, sempre nella massima serie spagnola, società con cui mangiene la categoria al termine dei play-out salvezza contro il Celta Vigo.
La stagione seguente la inizia al Badalona per poi passare all'Hércules con cui retrocede in cadetteria al termine della Primera División 1966-1967.
Nel 1967 si trasferisce in Canada per giocare nel Toronto Falcons con cui ottiene il quarto posto nella Western Division della NPSL 1967. L'anno dopo, sempre con i Falcons, partecipa alla prima edizione della NASL, ottenendo il terzo posto della Lakes Division.
L'8 dicembre 1966 disputò una partita con la selezione di calcio della Catalogna contro una selezione formata da giocatori stranieri.

## Palmarès
- Segunda División (Spagna): 2

Real Valladolid: 1959 (Gruppo I)
Cordoba: 1962 (Gruppo II)